# Ceainicul lui Russell
Ceainicul lui Russell este o analogie, formulată de filosoful Bertrand Russell (1872-1970), pentru a ilustra faptul că sarcina dovezii filozofice revine persoanei care susține afirmații nefalsificabile și nu este transferată către persoana care dezminte afirmațiile altora. 
Russell aplică în mod special, analogia lui, în contextul religiei. El a scris că, dacă ar afirma, fără a oferi dovezi, că un ceainic orbitează în jurul Soarelui, undeva în spațiul dintre Pământ și Marte, el nu s-ar putea aștepta ca cineva să-l creadă, doar pentru că afirmația sa nu a putut fi dovedită greșită.
Ceainicul lui Russell este încă invocat în discuțiile cu privire la existența lui Dumnezeu și a avut o influență în diverse domenii și mass-media.

## Descriere
Într-un articol intitulat "Există Dumnezeu?", comandat, dar niciodată publicat, de revista Illustrated în 1952, Russell a scris:
„Mulți ortodocși vorbesc ca și cum ar fi treaba scepticilor să demonstreze falsitatea dogmelor în cauză, mai degrabă decât a dogmaticilor de a le dovedi adevărate. Aceasta este, desigur, o greșeală. Dacă aș sugera că între Pământ și Marte există un ceainic chinezesc care se rotește în jurul Soarelui pe o orbită eliptică, nimeni nu ar putea să-mi respingă afirmația, cu condiția să fiu atent să adaug că ceainicul este prea mic pentru a fi detectat chiar de cele mai puternice telescoape. Dar dacă aș continua să spun că, din moment ce afirmația mea nu poate fi contrazisă, este o prezumția intolerabilă din partea rațiunii umane de a se îndoi de ea, ar trebui să iau în considerare, bineînțeles, că vorbesc prostii. Dacă, totuși, existența unui astfel de ceainic a fost afirmată în cărțile străvechi, învățată ca un adevăr sacru în fiecare duminică și insuflată în mintea copiilor la școală, ezitarea de a crede în existența sa ar deveni un semn al excentricității și ar îndruma pe neîncrezător în atenția psihiatrului într-o epocă luminată sau a inchizitorului într-o perioadă anterioară.”
În 1958, Russell explică analogia:
„Ar trebui să mă numesc agnostic; dar, din toate motivele practice, sunt ateu. Nu cred că existența Dumnezeului creștin este mai probabilă decât existența zeilor din Olimp sau Valhalla. Pentru a ilustra altfel: nimeni nu poate dovedi că nu există între Pământ și Marte un ceainic chinezesc ce se rotește pe o orbită eliptică, dar nimeni nu crede că este suficient de probabil ca acest lucru să fie luat în considerare în practică. Cred că Dumnezeul creștin este la fel de improbabil.”

## Analiza
Chimistul Peter Atkins a spus că ideea ceainicului lui Russell este, că nu stă în sarcina cuiva să infirme afirmații. Briciul lui Occam sugerează că cea mai simplă teorie, cu mai puține afirmații (de exemplu, un univers fără ființe supranaturale) ar trebui să fie punctul de plecare în discuție, mai degrabă decât teoria mai complexă. Cu toate acestea, filosoful Paul Chamberlain spune că este  logic eronat să se considere că afirmațiile adevărat pozitive suferă sarcina dovezii, în timp ce afirmațiile adevărat negative nu. El spune că toate afirmațiile adevărate suferă sarcina dovezii și la fel ca Mama Gâscă și zâna măseluță, ceainicul suferă mai intens sarcina dovezii nu din cauza negativității, ci din cauza banalității, argumentând că "atunci când înlocuim personaje normale, serioase, cum ar fi Platon, Nero, Winston Churchill, sau George Washington, cu personaje fictive, devine clar că oricine neagă existența acestor figuri are sarcina dovezii egale cu, sau, în unele cazuri, mai mare decât, a persoanei care pretinde că nu există."
În cărțile sale, Capelanul diavolului (2003) și Dumnezeu: o amăgire (2006), etologul Richard Dawkins a folosit ceainicul ca analogie, drept argument împotriva a ceea ce el a numit "conciliere agnostică", o politică de împăcare intelectuală, care este permisă domeniilor filosofice care se referă exclusiv la chestiuni religioase. Știința nu are nicio modalitate de a stabili existența sau non-existența unui dumnezeu. Prin urmare, potrivit  concilierii agnostice, pentru că este o chestiune de gust, credința și necredința într-o ființă supremă, merită același respect și atenție. Dawkins prezintă ceainicul ca o reductio ad absurdum a acestei situații: dacă agnosticismul cere respect egal pentru credința și necredința într-o ființă supremă, atunci acesta trebuie să dea, de asemenea, același respect pentru credința într-un ceainic care orbitează, deoarece existența unui ceainic care orbitează  este la fel de plauzibilă din punct de vedere științific ca și existența unei ființe supreme.
Filosoful Brian Garvey susține că analogia cu ceainicul eșuează referitor la religie, deoarece, cu privire la ceainic, credulul și scepticul sunt pur și simplu în dezacord cu privire la un element din univers și pot să fie de acord cu toate celelalte credințe despre univers, lucru care nu este adevărat în ceea ce privește un ateu și un credincios. Garvey susține că nu este o chestiune, de propunere a teistului pentru existența unui lucru, iar a ateului de a o nega pur și simplu - ci fiecare susține o explicație alternativă, de ce cosmosul există și este așa cum este: "un ateu nu neagă doar existența a ceva ce un teist afirmă – ateul susține, în plus, un punct de vedere, că universul nu este așa cum este, din cauza lui Dumnezeu. Acesta este fie, așa cum este, din alt motiv decât Dumnezeu, sau nu există niciun motiv pentru care este așa cum este."
Filosoful Peter van Inwagen susține că în timp ce ceainicul lui Russell este un exemplu bun de retorică, forma logică a  argumentului este mai puțin clară, și încercarea de a-l face mai clar relevă că argumentul ceainicului este foarte departe de a fi convingător. Un alt filosof, Alvin Plantinga afirmă că în centrul argumentului lui Russell se află o minciună. Argumentul lui Russell presupune că nu există nicio dovadă împotriva ceainicului, dar Plantinga nu este de acord:
„În mod clar, avem multe dovezi împotriva credinței în ceanic. De exemplu, din câte știm, singura modalitate prin care un ceainic ar fi putut ajunge pe orbită în jurul soarelui ar fi, dacă o țară cu capacități suficient de dezvoltate  în lansarea în spațiu, ar fi trimis acest ceainic pe orbită. Nicio țară cu astfel de capacități nu este suficient de frivolă să-și irosească resursele încercând să trimită un ceainic pe orbită. În plus, dacă o anumită țară ar fi făcut-o, ar fi fost peste tot la știri; cu siguranță am fi auzit despre asta. Dar nu am auzit. Și așa mai departe. Există o mulțime de dovezi împotriva credinței în ceainic.”
Filosoful Gary Gutting respinge ceainicul lui Russell din motive similare, susținând că argumentul lui Russell acordă teismului mult mai puțin sprijin decât are de fapt. Gutting subliniază faptul că numeroși oameni sensibili și competenți apelează la experiența și argumentele personale în sprijinul existenței lui Dumnezeu. Astfel, pentru a respinge pur și simplu existența lui Dumnezeu, fără a lua în considerare această posibilitate, pare a fi nejustificat, conform lui Gutting.
Criticul literar James Wood, fără a crede în Dumnezeu, spune că o credință în Dumnezeu "este mult mai rezonabilă decât credința într-un ceainic", deoarece Dumnezeu este o "idee măreață și mare", care "nu este analogic infirmată, referitor la ceainice cerești sau aspiratoare, cărora le lipsește necesara măreție și grandoare" și "pentru că Dumnezeu nu poate fi reificat, nu poate fi transformat într-un lucru simplu."
Un contraargument, avansat de filosoful Eric Reitan, este că o credință în Dumnezeu este diferită de credința într-un ceainic pentru că ceainicele sunt fizice și, prin urmare, în principiu, verificabile, și că, având în vedere ceea ce știm despre lumea fizică nu avem niciun motiv să credem că o credință în ceainicul lui Russell este justificată și avem cel puțin un motiv pentru a crede că nu.

## Analogii similare
Alți gânditori au creat analogii care nu pot fi dovedite a fi false, cum ar fi J. B. Bury în cartea sa din 1913, Istoria libertății de gândire:
Unii oameni vorbesc ca și când nu ar fi justificat să respingem o doctrină teologică dacă nu putem dovedi că este falsă. Dar sarcina dovezii nu stă pe umerii celui ce nu o acceptă ... Dacă vi s-ar spune că pe o anumită planetă care se rotește în jurul lui Sirius există o rasă de măgari care vorbesc limba engleză și își petrec timpul cu discutarea eugeniei, nu ai putea respinge declarația, dar ar avea, în acest sens, vreo noimă de a fi crezută? Unele minți ar fi pregătite să o accepte, dacă i s-ar reitera acest lucru destul de des, datorită forței puternice a sugestiei.
Astronomul Carl Sagan în carte sa din 1995 Lumea bântuită de dragon a oferit o analogie similară nefalsificabilă, numită Dragonul din garaj, ca un exemplu de gândire sceptică. Dacă Sagan susține că este un dragon în garajul său, ți-ai dori să verifici acest lucru personal, dar dragonul lui Sagan este imposibil de detectat:
Acum, care este diferența între un dragon invizibil, imaterial, zburător care scuipă foc fără căldură, față de niciun dragon? Dacă nu există nicio modalitate de a infirma afirmația mea, niciun experiment imaginabil care ar fi împotriva ei, ce semnificație are a spune că dragonul meu există?

## Influența în parodii religioase
Conceptul ceainicului lui Russell, a influențat în mod explicit conceptul de parodie religioasă precum Unicornul roz invizibil și Monstrul zburător de spaghete. Muzicianul și poetul  psihedelic al anilor 1960 Daevid Allen din trupa Gong a creat Universul planetei Gong și Ceainicul zburător un album trilogie în jurul ideii ceainicului zburător, și se referă la ceainicul lui Russell în cartea sa Visul Gong 2: Istorie & Mistere din Gong din 1969-1975.